# Chagall (Film)
Chagall ist ein Dokumentar-Kurzfilm des Produzenten Simon Schiffrin aus dem Jahr 1963, der bei den 36. Academy Awards 1964 mit einem Oscar ausgezeichnet wurde.

## Inhalt
Die Arbeit des Künstlers Marc Chagall steht im Mittelpunkt des Films. Neben der Beschäftigung mit dem bevorzugten Stil Chagalls, wird versucht, den Inhalt seiner Bilder zu analysieren und die Intention zu ergründen, die zur Wahl der von ihm bevorzugten Motive für seine Werke führte. Seine Bilder sind umgeben von einer magischen Aura, es gibt darauf beispielsweise Menschen, die über den dunkelblauen Nachthimmel schweben oder Geiger, die ihre Musik auf einem Dach spielen. Auch doppelgesichtige Menschen und viele Szenen, die in der Zirkuswelt spielen, sind Themen von Chagalls Malerei. Ein häufig wiederkehrendes Element in seinen Bildern ist der Eiffelturm.
Die Bilder des Malers werden in chronologischer Reihenfolge gezeigt, um darzulegen, wie Mensch und Künstler sich entwickelten und zu zeigen, dass Chagalls zunehmende Reife sich auch in seiner Kunst niederschlägt und abzulesen ist. Der Künstler tritt auch selbst im Film auf.

## Produktion und Hintergrund
Es handelt sich um eine Produktion von Auerbach-Flag Films. Regisseur des Kurzfilms war der Italiener Lauro Venturi. Es ist die einzige Dokumentation über den Künstler Chagall, die zu seinen Lebzeiten entstand und in die Aufnahmen von ihm integriert sind.
Marc Chagall (1887–1985) war ein französischer Maler, Illustrator und Grafiker polnisch-jüdischer Herkunft (seine Eltern waren russische Juden). Er lebte nach wechselnden Aufenthalten in Frankreich, Russland und den USA in Saint-Paul-de-Vence in Frankreich. In seinen Bildern hält er vorwiegend Erinnerungen aus seiner russischen Heimat fest (russische Märchenwelt, Motive aus der Bibel sowie dem Zirkus). Zahlreiche Bücher wurden von dem Künstler illustriert, aber er führte auch Auftragsarbeiten aus, so schuf er beispielsweise das Deckengemälde in der Großen Oper in Paris sowie poetische Glasfenster, meist in Kirchen. Er gilt als einer der bedeutendsten Maler des 20. Jahrhunderts, wird dem Expressionismus zugerechnet und als „Maler-Poet“ bezeichnet.

## Auszeichnungen
- Oscarverleihung 1964: Auszeichnung mit einem Oscar in der Kategorie „Bester Dokumentar-Kurzfilm“ für Produzent Simon Schiffrin
- Im Jahr 2008 wurde der Film in die National Film Registry aufgenommen, ein Verzeichnis US-amerikanischer Filme, die als besonders erhaltenswert angesehen werden.[3]